# اوالون، نیوجرسی
اوالون (به انگلیسی: Avalon) شهری در ایالت نیوجرسی کشور ایالات متحده آمریکا است که جمعیت آن در سرشماری سال ۲۰۱۰ میلادی، ۱٬۳۳۴ نفر بوده‌است.